# Isocrátima
En la música bizantina, la isocrátima es la nota larga cantada por los acompañantes para apoyar la melodía llevada por el solista (en griego psaltis) o por el grupo (psaltes) en los cantos litúrgicos ortodoxos griegos y diseminado en el mundo oriental.
Proviene del griego iso: ‘igual’ y crátima: ‘adherencia’ o ‘fijación’. Significa ‘mantener el mismo sonido’.
El efecto de una isocrátima es similar al del bordón de las gaitas en la música celta. También trae reminiscencias de trompas tibetanas y dinámicas mántricas. Nota: En la región de Tuvá (entre Mongolia y Rusia) existe una etnia capaz de usar las bandas ventriculares (o falsas cuerdas vocales) mediante ciertos cartílagos, de manera que pueden producir, sobre un sonido grave y mantenido, una línea melódica pentáfona. Fin de la nota.
Mientras el grupo o solista va cantando la melodía, dependiendo de la vocal en que terminen, los isócrates (quienes cantan la isocrátima) cambian la vocal; y —dependiendo del giro melódico— cambian también la nota (altura), generalmente la nota base del tetracordio en que se encuentra el giro melódico en cuestión. Por lo tanto la isocrátima va cambiando por zonas melódicas y recuerda al órganum melismático occidental.
- Datos: Q5922762